# Les Canals (Lleida)
Les Canals és una partida de Lleida.
Partida eminentment agrícola, arbres fruiters sobretot, conté així mateix el Polígon Industrial El Segre, el primer i més gran de Lleida. Cal esmentar també que al nord-oest hom hi instal·là una planta d'extracció d'àrids.
Limita:
- Al nord amb el terme municipal d'Alcoletge.
- A l'est amb la partida de Moredilla.
- Al sud-est amb la partida de Terme de Grealó.
- Al sud amb la partida de Quatre Pilans.
- Al sud-oest amb el Polígon Industrial El Segre.
- A l'oest amb la partida de Grenyana.